# Jojk – Juoigan
Juoigan (Yoik), (títol en suec: Jojk) és un documental suec sobre el yoik produït i realitzat per la periodista sami Maj Lis Skaltje. Es va estrenar el 2013 en el canal SVT2 de la televisió pública sueca en una versió curta de 58 minuts i el 2014 es va projectar íntegrament (85 minuts) en diferents festivals i després als cinemes suecs. Va rebre crítiques positives a Suècia.
Maj-Lis Skaltje no va poder aprendre a cantar yoiks de petita, perquè estaven prohibits a casa, i va començar a interessar-s'hi quan era adulta. El 2005 hi va publicar un llibre, titulat Luondu juoiggaha. Va estar preparant el documental cirka 10 anys.
La major part de la pel·lícula l'ocupen entrevistes a intèrprets de yoik tradicional de diferents parts de Sápmi, que expliquen la seva relació amb aquest cant tradicional sami. També es fa un repàs de la història del yoik i del poble sami: s'explica que l'església sueca va condemnar el yoik perquè l'associava amb el paganisme i l'embriaguesa, i que moltes famílies van decidir no transmetre-lo a la generació més joves. Molts samis s'atrevien a cantar yoiks només quan estaven sols amb els rens.
Al documental, hi apareixen diferents tipus de yoik, com yoiks personals, de llocs, o d'animals, i diferents tradicions com el leuʹdd dels samis Skolt ortodoxos, o els yoiks més melodiosos dels samis de la mar.
Alguns dels músics que hi participen són Inga Juuso, Anders P. Bongo, Berit Alette Mienna, Elias Moshnikoff, Marit Gaup Eira, Johan Andreas Andersen, Jörgen Stenberg i Simon Issát Marainen.